# Lankaran internationella flygplats
Lankaran interationella flygplats (azerbajdzjanska: Lənkəran Beynəlxalq Hava Limanı) är en flygplats i Azerbajdzjan.   Den ligger i distriktet Lənkəran Rayonu, i den sydöstra delen av landet, 200 km sydväst om huvudstaden Baku. 
Flygplatsen, som servar Lankaran, har direktflygningar till Moskva med Utair och Iraero. Flygplatsen har IATA-koden LLK och ICAO-koden UBBL. Lankarans flygplats ligger på 35 fot under havsnivån (cirka 10,5 meter). Den enda landningsbanan är 3 300 meter lång, 45 meter bred och asfalterad. Den går i kompassriktningarna 15/33.